# 維京戰神樂團

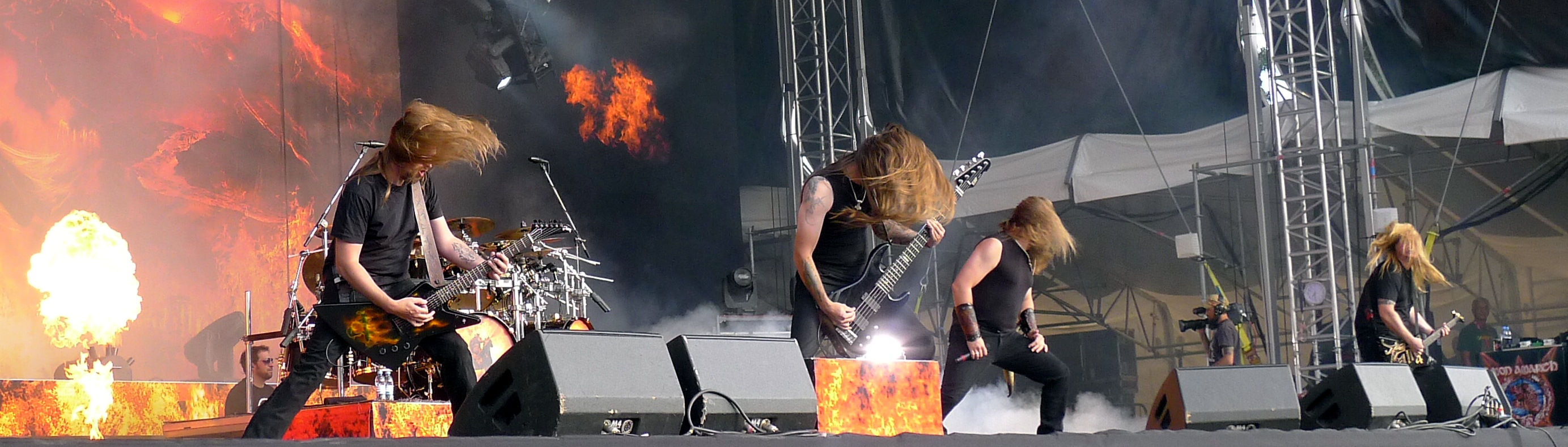
維京戰神的演出舞台。

維京戰神（英語：Amon Amarth）是瑞典旋律死亡金屬樂團，1992年成立於斯德哥爾摩省通巴。團名來自英國作家J·R·R·托爾金虛構的中土大陸厄運火山，唸法為精靈的北辛達語方言。樂團歌詞主要涉及維京文化與北歐神話，因此也被認為與維京金屬有關。樂團目前的陣容為主唱路杭·海格、吉他手奧拉維·米科尼和魯安·索德貝、貝斯手泰迪·陸斯壯與鼓手路克·范倫鐵。截至2016年，維京戰神發行了10張錄音室專輯、1張精選輯、1張迷你專輯、1張影像作品和9支音樂錄影帶。1998年推出第一張錄音室專輯《戰神降臨》，隨後接連發行了另外五張專輯。2008年推出第七張專輯《雷霆曙光》登上瑞典專輯排行榜第11名、美國告示牌二百強專輯榜第50名。在2011年、2013年和2017年，還發行了三張專輯《火焰巨魔》、《血戰維格利德》、《決戰時刻》。

## 歷史

### 前身（1988 - 1991年）
維京戰神的前身為1988年成立的輾核／死亡金屬樂團SCUM，當時陣容為主唱保羅·麥基塔羅、吉他手奧拉維·米科尼、鼓手尼可·寇金尼、貝斯手彼得·塔拉范能和吉他手維薩·曼尼蘭。

### 組建與早期（1992 - 1996年）
在1991年的《試聽帶一號》之後，SCUM解散。路杭·海格說服了前成員進行改革，並於1992年組建了維京戰神。樂團的名字取自英國作家J·R·R·托爾金作品《魔戒》，意指中土大陸的厄運火山，唸法為精靈的北辛達語方言。路杭·海格取代了保羅·麥基塔羅成為主唱，安德斯·漢森加入擔任吉他手，泰迪·陸斯壯取代了彼得·塔拉范能的貝斯。1993年，樂團以這個陣容錄製了第一張試聽帶《索爾崛起》，除四首原創歌曲外，還有一首翻唱黑色安息日的〈血腥安息日〉。但由於成員對音質成效不滿意，製作質量未達他們想要的標準，因為從未正式發行。不過樂團所展現出的「極富感染力、野性、史詩般的暴力美學」，此時已經引起極端金屬樂迷們的注意。1994年，樂團錄製第二張題為《凜冬紀元》的試聽帶，這次他們以獨立方式對外發行了一千張拷貝，在十二個小時內完售。1995年11月，樂團到盧德維卡陰府錄音室進行錄製新作品的工作，並請該錄音室的老闆彼得·塔格倫擔任唱片製作人。1996年，樂團與研磨唱片簽署短期合約，同年4月5日發行迷你專輯《悲慘九國》，前後總計六千張拷貝完售。隨後，鼓手尼可·寇金尼離開，由馬丁·洛佩斯入替。

### 與金屬刀唱片簽約（1997 - 2008年）

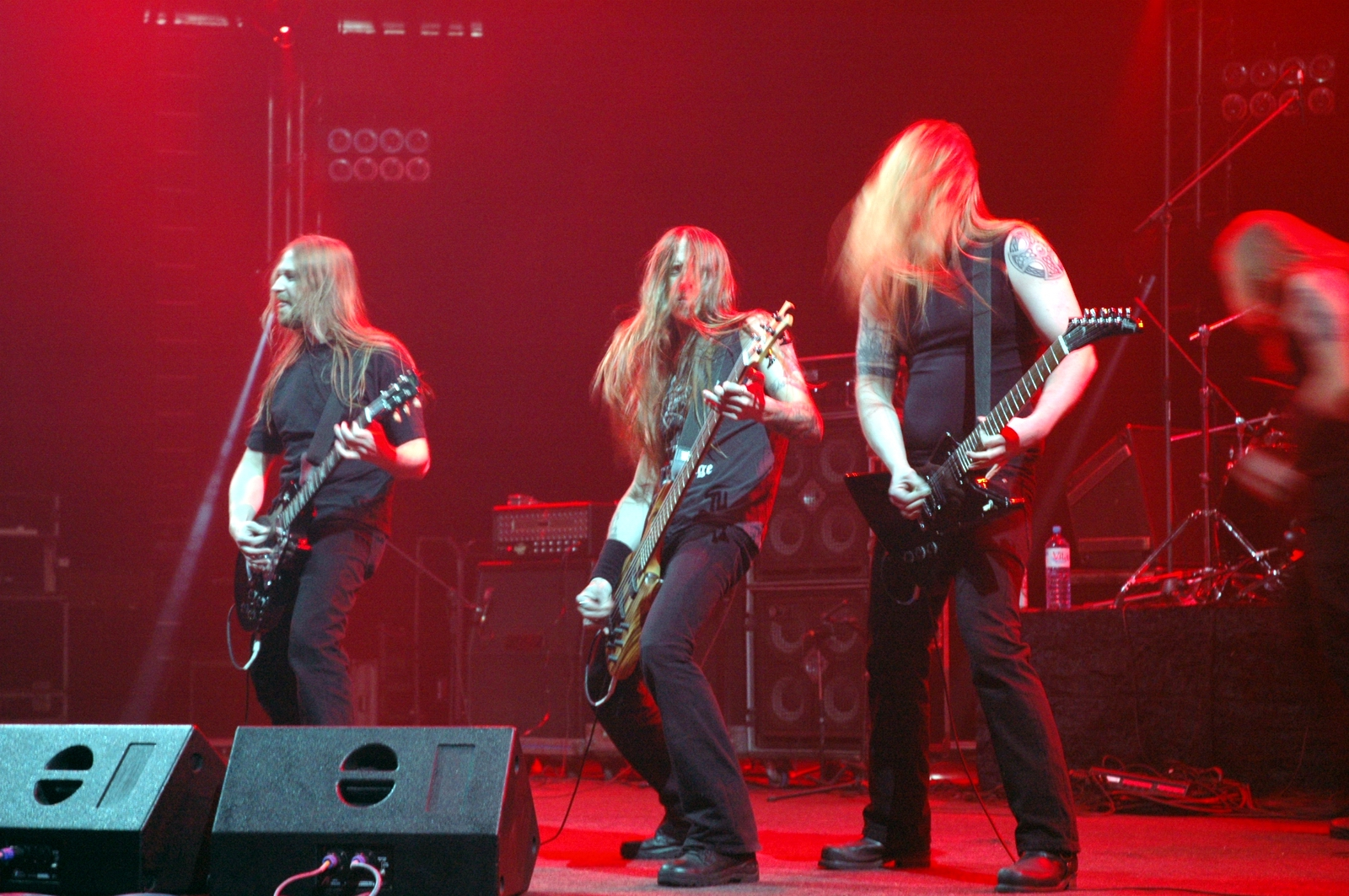
2005年在波蘭表演的維京戰神。

1997年，樂團獲得與金屬刀唱片簽約的機會，年底再度到陰府錄音室進行首張專輯的工作，彼得·塔格倫繼續擔任唱片製作人。1998年2月10日，發行第一張錄音室專輯《戰神降臨》，主題描寫傳說中的諾爾斯古戰役，它的維京戰曲旋律和聲、雄壯紮實的電吉他即興重覆段、殘暴死腔引領出的慷慨激昂節奏，確立了維京戰神的高人氣，並在國際間引起注目。美國線上音樂資料庫Allmusic音樂評論家愛德華·雷瓦達維表示，歌詞是最令人難忘的，其中包含「混亂的戰鬥場面、戰士陣亡的淒厲吶喊，以及許多劍拔弩張的英勇交鋒」。此後，樂團在加拿大和美國進行了首次巡迴演唱會，除了獲邀在多個音樂節上登台演出、現身在八部音樂影片內，也在超過一百本不同的金屬樂雜誌上出現。
1998年6月，在樂團即將與弒神者、六呎幽冥及殘酷真相共同巡演時，吉他手安德斯·漢森離開樂團，由魯安·索德貝取代。巡迴演出行程結束後，鼓手馬丁·洛佩斯退出，加入前衛死亡金屬樂團殘月魔都，隨後費里克·安德森擔任了新鼓手。1999年3月，樂團的錄製地點和製作人照舊，展開新專輯的工作。同年9月2日，發行第二張錄音室專輯《復仇戰士》。隨後樂團展開宣傳新專輯的巡迴演唱會，並參加了第一屆聖誕大屠殺音樂節，當時的頭條樂團是病態天使。
2000年11月，樂團開始錄音。2001年5月8日，發行第三張錄音室專輯《毀天滅地》，深化了音樂的侵略感。樂團與雷暴之神及黑武士一同展開巡迴演唱會，並登上了無情音樂節表演。由於九一一襲擊事件後波及國際航空的影響，2001年的美國巡迴之旅延後。2002年1月，樂團重新啟動巡演行程。4月，樂團與致命靈藥在歐洲巡演。8月，登上德國瓦肯音樂祭，在一萬兩千多名觀眾前演出。隨後，樂團改至馬爾摩伯諾錄音室錄製新專輯，唱片製作人也換成伯諾·保羅森。同年11月8日，發行第四張錄音室專輯《控訴世界》，除了普通版本，還有一款維京版專輯，內容增加十四首曲子，包括最早期的三張作品《索爾崛起》、《凜冬紀元》和《悲慘九國》。隨後展開的巡迴演唱會持續到2004年春季，接著就開始錄製新專輯的工作。同年9月6日，發行第五張錄音室專輯《女神天命》，登上德國官方排行榜第2名。
2006年5至6月，樂團改至厄勒布魯魔街錄音室錄音，唱片製作人是揚斯·博格倫。同年9月22日，發行第六張錄音室專輯《與神同在》，美國線上音樂資料庫Allmusic音樂評論家格雷格·普拉托表示：「維京戰神已證明他們依舊是世界上最頂尖的死亡金屬樂團」。這張專輯登上瑞典專輯排行榜第21名、德國官方排行榜第4名、美國告示牌獨立專輯排行榜第26名。2006年5月12日，發行了第一張影像作品《北蠻之怒》，包含後臺鏡頭及採訪片段，在美國達成金唱片銷量認證，在加拿大也獲得白金唱片銷量認證。2008年1月初，樂團結束與音速結社、屠殺理論的北美巡迴之旅後，隨即和霧都魔堡展開第一次澳洲及紐西蘭的巡迴演出。

### 與金屬刀唱片續約（2008 - 2012年）

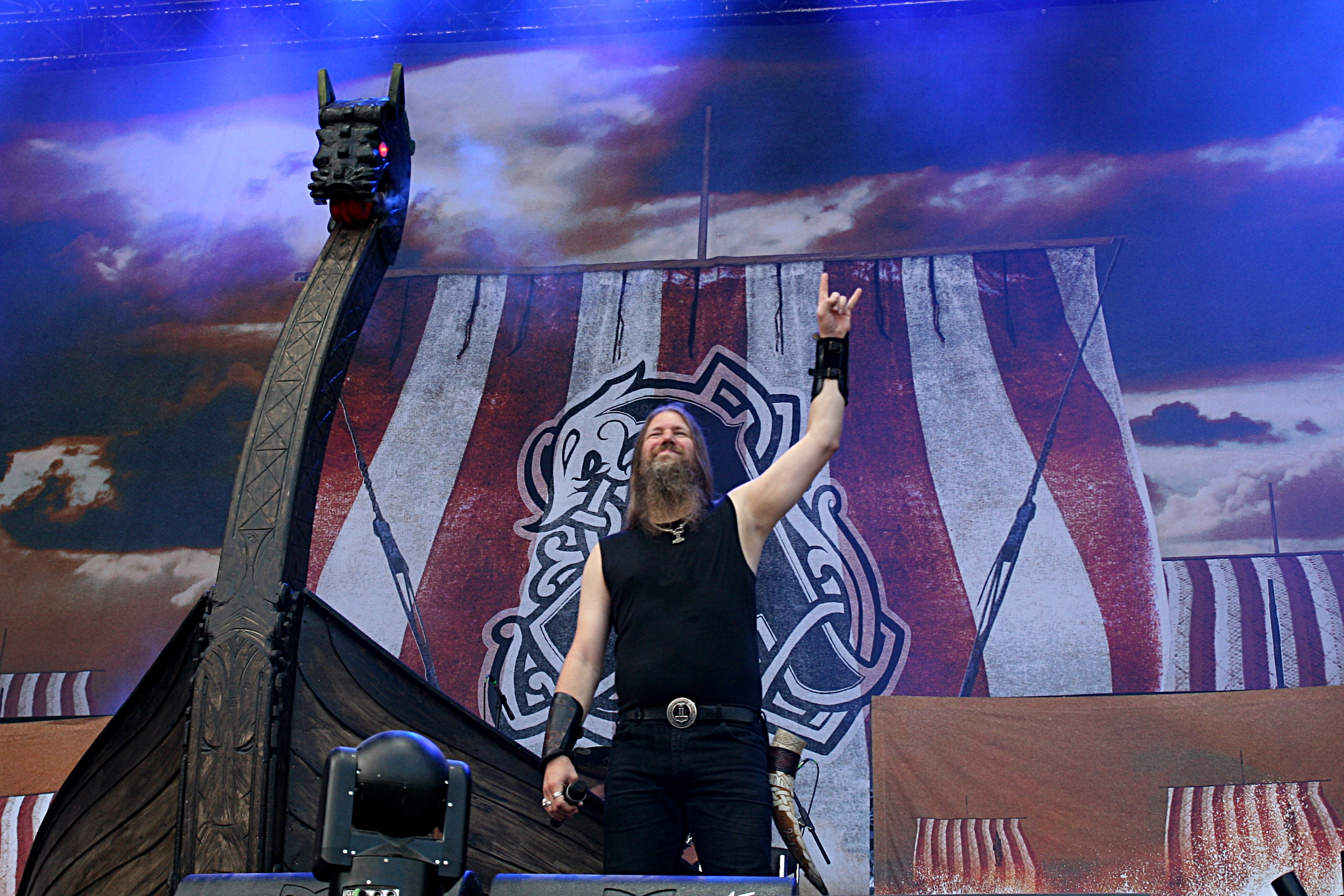
2013年的主唱路杭·海格。

維京戰神在合約到期後，又與金屬刀唱片續簽了合約。2008年5至6月，樂團再到魔街錄音室工作，製作人仍為揚斯·博格倫，這次成員將錄音過程錄成影片，分享在影像部落格上。樂團並邀情了天葬的主唱拉爾斯·約蘭·彼得羅夫、死神之子的吉他手羅普·拉瓦拉和大提琴金屬樂團金屬啟示錄友情客串。同年9月17日，發行第七張錄音室專輯《雷霆曙光》，隨著專輯的發行，一套根據北歐神話改編的八頁漫畫在歐洲雜誌上發表。《雷霆曙光》被音樂評論家們認為是維京戰神的突破性作品。它登上美國告示牌二百強專輯榜第50名、德國官方排行榜第7名、芬蘭專輯排行榜第10名、瑞典專輯排行榜第11名、澳洲唱片業協會榜第14名、瑞士專輯排行榜第21名，並獲美國主流搖滾重金屬雜誌《左輪手槍》評為「年度二十張最佳專輯」第7名。
2008年10月，維京戰神和維京劍客、貝爾芬格、心不在焉開始北美巡演之旅。2009年至2010年，樂團與山羊妓女、骷髏女巫、拉撒路紀元、聖杯及懾魂史詩共同完成了一系列成功的巡迴演唱會。在這段期間，維京戰神榮獲金屬之鎚金神獎「突破獎」。樂團也加入了超級殺手的邪惡軸心世界巡迴演唱會：第三章歐洲巡演。2009年12月5日，樂團首度在印度表演，他們於班加羅爾德干搖滾音樂節中登場。
2010年11月30日，樂團預告新專輯即將發行。專輯的鼓在公園錄音室完成錄製，而貝斯和吉他則是在魔街錄音室完成的。同時他們開始著手準備與死神之子、維京劍客等樂團為期四個月的世界巡迴演唱會。2011年1月27日，金屬刀唱片在網路上發布了新曲〈諸神之戰〉的音樂錄影帶。3月29日，發行第八張錄音室專輯《火焰巨魔》，專輯名稱的靈感來自北歐神話 — 手持巨劍的焰之巨人史爾特爾。專輯登上美國告示牌二百強專輯榜第34名、加拿大專輯榜第19名、德國官方排行榜第11名。2011年3月至6月，展開世界巡迴演唱會。2012年8月4日，樂團參加了瓦肯音樂祭。另外也參加了地獄盛宴音樂節、下載音樂節、瑞典搖滾音樂節及混亂音樂節等音樂盛會。

### 鼓手輪替（2013年 - 至今）

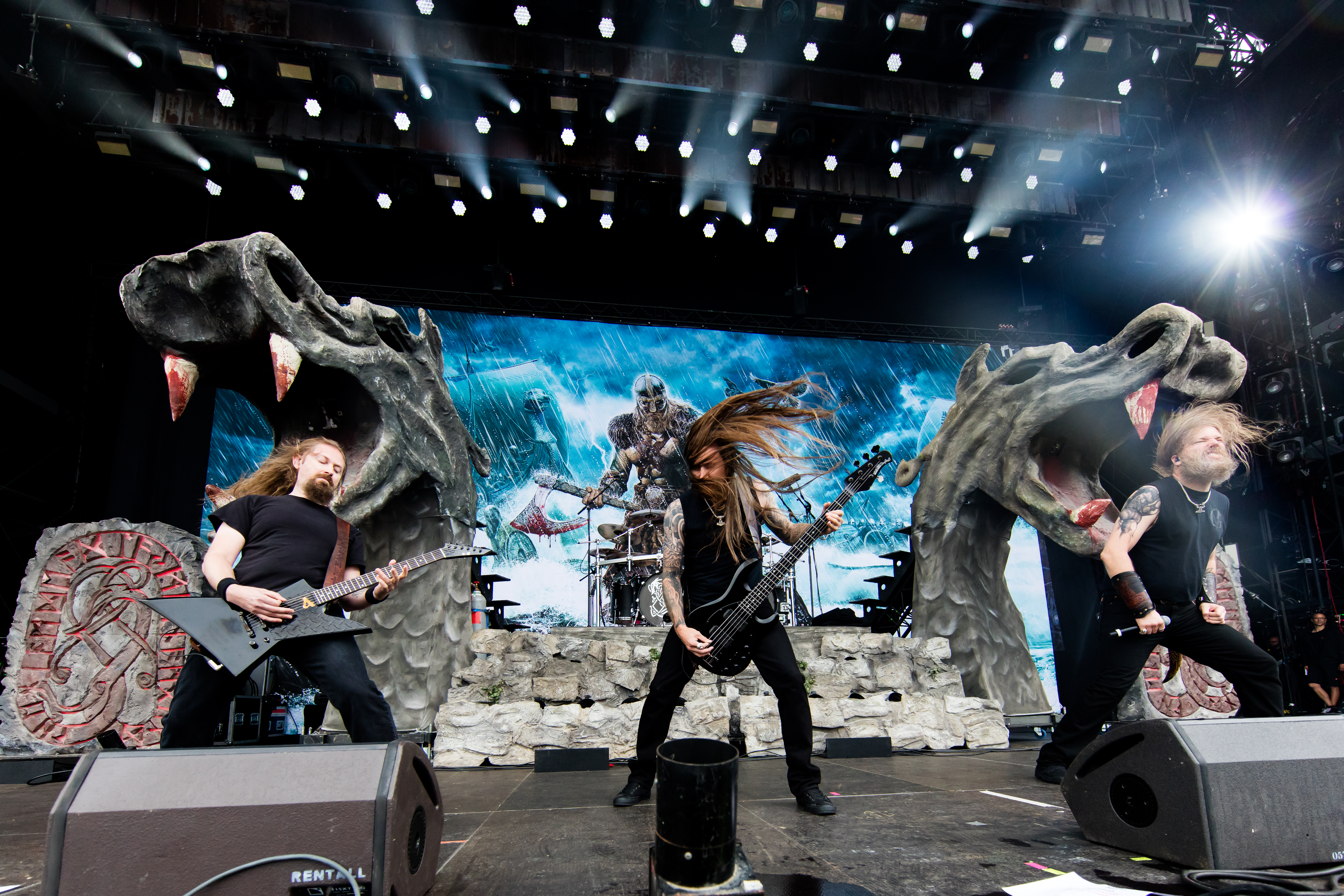
2016年的維京戰神。

2013年6月25日，發行第九張錄音室專輯《血戰維格利德》，唱片製作人是曾與霧都魔堡、麥加帝斯、致命情人、殘月魔都、終極殺戮、造物主、聖約、邪神大敵合作的安迪·斯尼普。專輯封面靈感來自北歐神話裡的諸神的黃昏 — 阿薩神族與邪神洛基及其亡靈大軍的對決。這張專輯登上美國告示牌二百強專輯榜第19名、加拿大專輯榜第9名、瑞典專輯排行榜第9名、德國官方排行榜第3名、瑞士熱門音樂榜第9名、奧地利Ö3四十強音樂榜第7名。
2015年3月19日，維京戰神在官方網站上宣布，已經和合作十七年的鼓手費里克·安德森分道揚鑣，聲明中表示：「自從他於1998年加入樂團以來，費里克一直是維京戰神發展的重要人員，我們祝福他未來的一切都能順利美好。我們目前正在撰寫新專輯，但還沒有確定入替人選」。2016年3月25日，發行第十張錄音室專輯《決戰時刻》，專輯內的鼓聲是由托比亞斯·古斯塔松支援，德國搖滾歌手多柔友情客串了和聲。這張專輯登上美國告示牌二百強專輯榜第19名、加拿大專輯榜第8名、德國官方排行榜第1名、奧地利Ö3四十強音樂榜第1名、芬蘭官方排行榜第4名、瑞典專輯排行榜第5名。
2016年3月22日至3月25日，樂團在英國倫敦、法國巴黎、荷蘭蒂爾堡和德國柏林進行了四次《決戰時刻》專輯發行宣傳活動。9月至10月，樂團與自殺傾向、金屬教堂和屠殺嬌娃一同擔任麥加帝斯宣傳《反烏托邦》的美國巡迴演唱會。樂團也展開英國／愛爾蘭巡演，由聖約和比蒙巨獸擔任特別嘉賓。2016年9月30日，維京戰神宣布由路克·范倫鐵擔任正式鼓手。

## 音樂風格

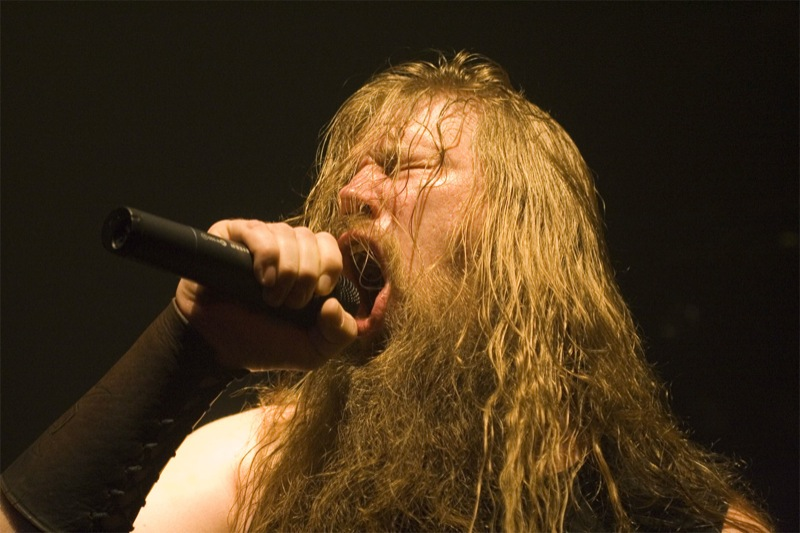
維京戰神的主唱路杭·海格。

維京戰神正式組建之前，演奏的音樂風格是輾核，這是一種極端的音樂類型。隨後，重新招募成員後並形成的維京戰神，改為演奏帶有黑金屬特徵的死亡金屬，他們的音樂風格通常歸類為旋律死亡金屬。但是他們的編制裡並沒有旋律死亡金屬樂團常見的鍵盤樂器，因此歌曲的兇猛氣勢是由兩位吉他手快速掃弦或長段點弦營造，很少使用失真或延音效果，形成特殊的雄壯氛圍。
樂團的歌詞創作主題大部分圍繞在北歐神話、維京時代，以及基督教入侵斯堪地那維亞前的多神教信仰世界。由於這類主題是維京金屬最主要的定義根據，因此維京戰神有時候會被歸類為維京金屬樂團。維京金屬（又稱為海盜金屬）最初是1980年代末期和1990年代初期、作為一種意識形態的黑金屬分支出現，因蝙蝠學及奴役天皇而開始興盛。雖然維京戰神作品的曲風屬於死亡金屬的範疇，但是也因為歌詞的緣故常常被稱為維京金屬。不過，樂團成員並不同意將自己歸入維京金屬。
關於樂團被歸於維京金屬的話題，德國科布倫茨-蘭道大學博士殷可·范·海登在她的著作《野蠻民族與文學：維京金屬及北歐神話的連結》中寫道：「在1990年代，維京戰神透過他們的金屬風格，將維京金屬的定義提升至一個新的高度上」。她進一步解釋說：「斯堪地那維亞金屬是北歐極端金屬的中堅力量。雖然大多數維京金屬樂團都有黑金屬背景，但維京金屬是透過歌詞主題而不是音樂風格定義的，所以像維京戰神和破繭而出這樣的死亡金屬樂團仍常常被歸類在維京金屬 的範疇內」。

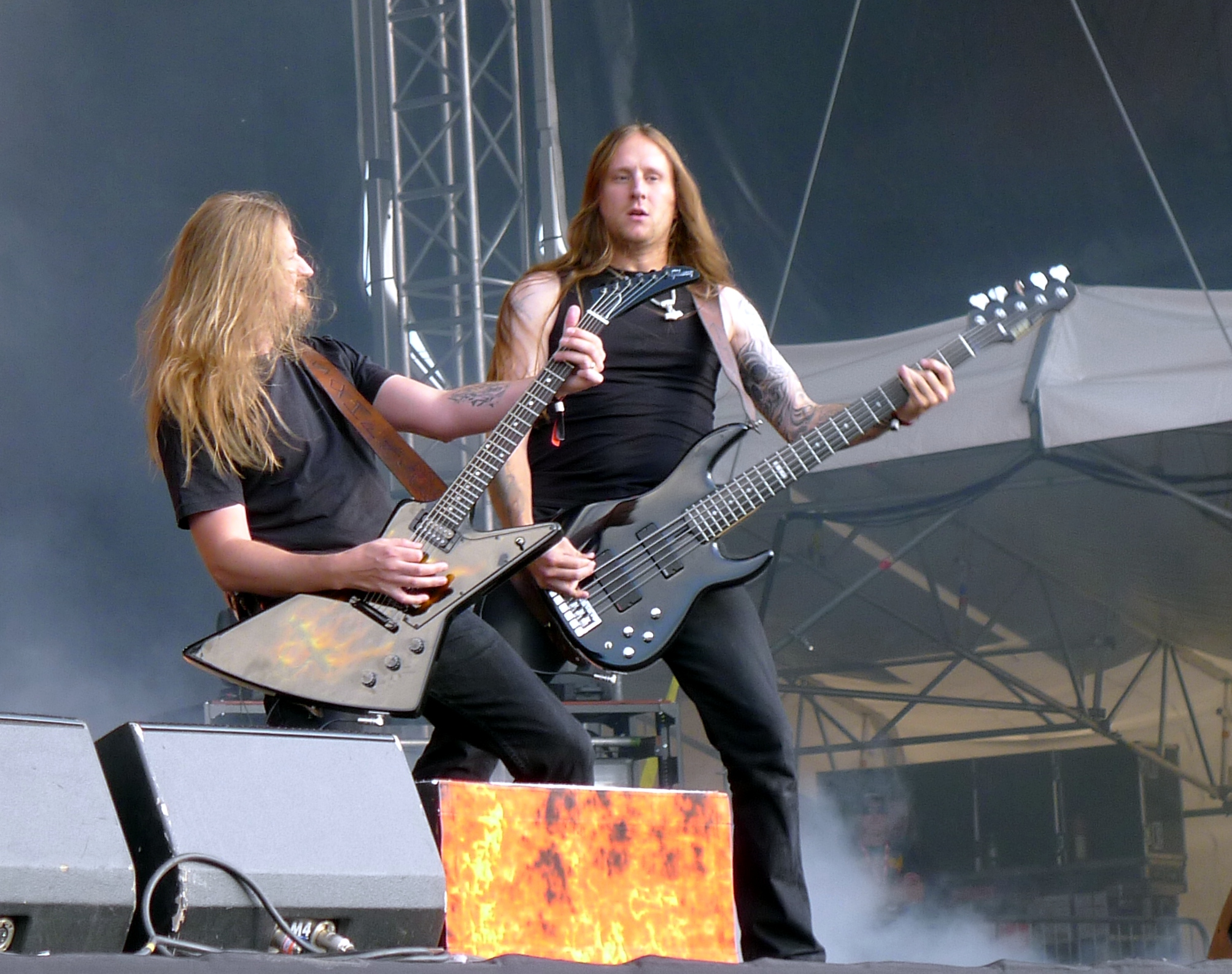
2011年的維京戰神。

當被問到維京戰神的音樂風格時，主唱路杭·海格表示：
| “ | 我們演奏的是死亡金屬。我們描寫關於維京人的故事，所以有人就將我們歸類為維京金屬，但是其實我根本不知道維京金屬到底是些什麼東西。我無法想像古維京人會對除了刀劍之外的金屬感興趣（這裡的金屬除了自然界物質，也指重金屬音樂）。就音樂上而言，我猜他們只有一些奇怪的唇樂器、邦哥鼓或什麼的。 | ” |

路杭·海格道出樂團不希望被列為維京金屬的看法，並堅持認為他們從未將自己稱為維京金屬：
| “ | 在我們的認知裡，這種金屬風格與那些從挪威發跡的樂團有著十分緊密的聯繫，他們以演奏非常黑的金屬樂為目標，而那並非我們所演奏的音樂。當然，一談到歌詞主題的時候，我和他們有著相同的靈感來源，但是就音樂本身而言，我們是兩種完全不同類型的金屬樂，所以這很複雜。 | ” |

路杭·海格還談論了樂團與異教金屬現象的關係以及對歌詞題材的選擇：
| “ | 我們真的沒有把自己視為那些異教民謠樂團中的一員。或許是因為一開始的偶然，我們選擇了維京和神話題材作為歌詞主題。當我們的第一首歌以維京人為歌詞時，我們感覺這就是我們想要的、適合我們音樂的主題……這與其他許多樂團是不同的。我認為，在瑞典只有蝙蝠學和奴役天皇曾經用過類似的主題。對我們而言，寫這些歌詞就是為了比別人更出色一點，為了要稍微與眾不同。我們從來沒有稱自己為維京金屬，和大多數音樂人一樣，我們也不喜歡給自己貼上標籤。對那些從來沒聽過我們、但也許聽過奴役天皇、北境之山或者北歐戰神的人，他們會期待聽到一些完全不同的東西。 | ” |

## 成員列表
| - 路杭·海格 – 主唱（1992年 - 至今） - 奧拉維·米科尼 – 吉他（1992年 - 至今） - 泰迪·陸斯壯 – 貝斯（1992年 - 至今） - 魯安·索德貝 – 吉他（1998年 - 至今） - 路克·范倫鐵 – 鼓（2016年 - 至今） | - 安德斯·漢森 – 吉他（1992 - 1998年） - 尼可·寇金尼 – 鼓（1992 - 1996年） - 馬丁·洛佩斯 – 鼓（1996 - 1998年） - 費里克·安德森 – 鼓（1998 - 2015年） - 托比亞斯·古斯塔松 – 鼓（2015 - 2016年） |

## 作品
更詳細的列表請參見主條目：維京戰神唱片列表
| - 戰神降臨（1998年2月10日） - 復仇戰士（1999年9月2日） - 毀天滅地（2001年5月8日） - 控訴世界（2002年11月18日） - 女神天命（2004年9月6日） - 與神同在（2006年9月22日） - 雷霆曙光（2008年9月17日） - 火焰巨魔（2011年3月29日） - 血戰維格利德（2013年6月25日） - 決戰時刻（2016年3月25日） | - 悲慘九國（1996年4月5日） - 日昇之歌（2010年9月8日） - 北蠻之怒（2006年5月12日） - 索爾崛起（1993年） - 凜冬紀元（1994年） |

## 外部連結
- 官方网站
- 維京戰神的Facebook專頁
- 維京戰神的X（前Twitter）
- 維京戰神的Instagram帳戶
- 維京戰神的TikTok
- 維京戰神的MySpace主頁
- 維京戰神在MusicBrainz上的頁面（英文）